# Barrakuda wielka
Barrakuda wielka, barakuda wielka (Sphyraena barracuda) – gatunek dużej i drapieżnej, szeroko rozprzestrzenionej ryby morskiej z rodziny barrakudowatych (Sphyraenidae). Uważana jest za potencjalnie niebezpieczną dla ludzi. Ceniona w wędkarstwie sportowym.

## Występowanie
Barrakuda wielka jest gatunkiem pospolitym w większości morskich wód strefy tropikalnej i subtropikalnej całego świata, pomiędzy 42°N – 35°S, z wyjątkiem wschodniego Pacyfiku, gdzie nie występuje. Zwykle pływa na głębokościach do 30 m p.p.m., ale spotykana jest też głębiej – do 100 m p.p.m.

## Morfologia
Ciało tej ryby ma torpedowaty kształt. Jest silnie wydłużone i niemal cylindryczne, o barwie od srebrzystozielonej do srebrzystoszarej z ciemniejszymi plamami na bokach. Intensywność ubarwienia zmienia się w zależności od otoczenia. Paszcza jest uzbrojona w ostre zęby. Łuski są duże. Przeciętna całkowita długość ciała wynosi 140 cm, a maksymalna sięga 200 cm. Największa odnotowana masa ciała barrakudy wielkiej wynosiła 50 kg. Dymorfizm płciowy nie jest zaznaczony.
Od pozostałych barrakud odróżnia ją podwójnie obrzeżona płetwa ogonowa z niebiesko zabarwionymi końcami płatów oraz ciemne plamy na dolnej stronie boków ciała.

## Biologia
Młode barrakudy żyją w namorzynach, estuariach i w pobliżu raf koralowych, od strony morza.

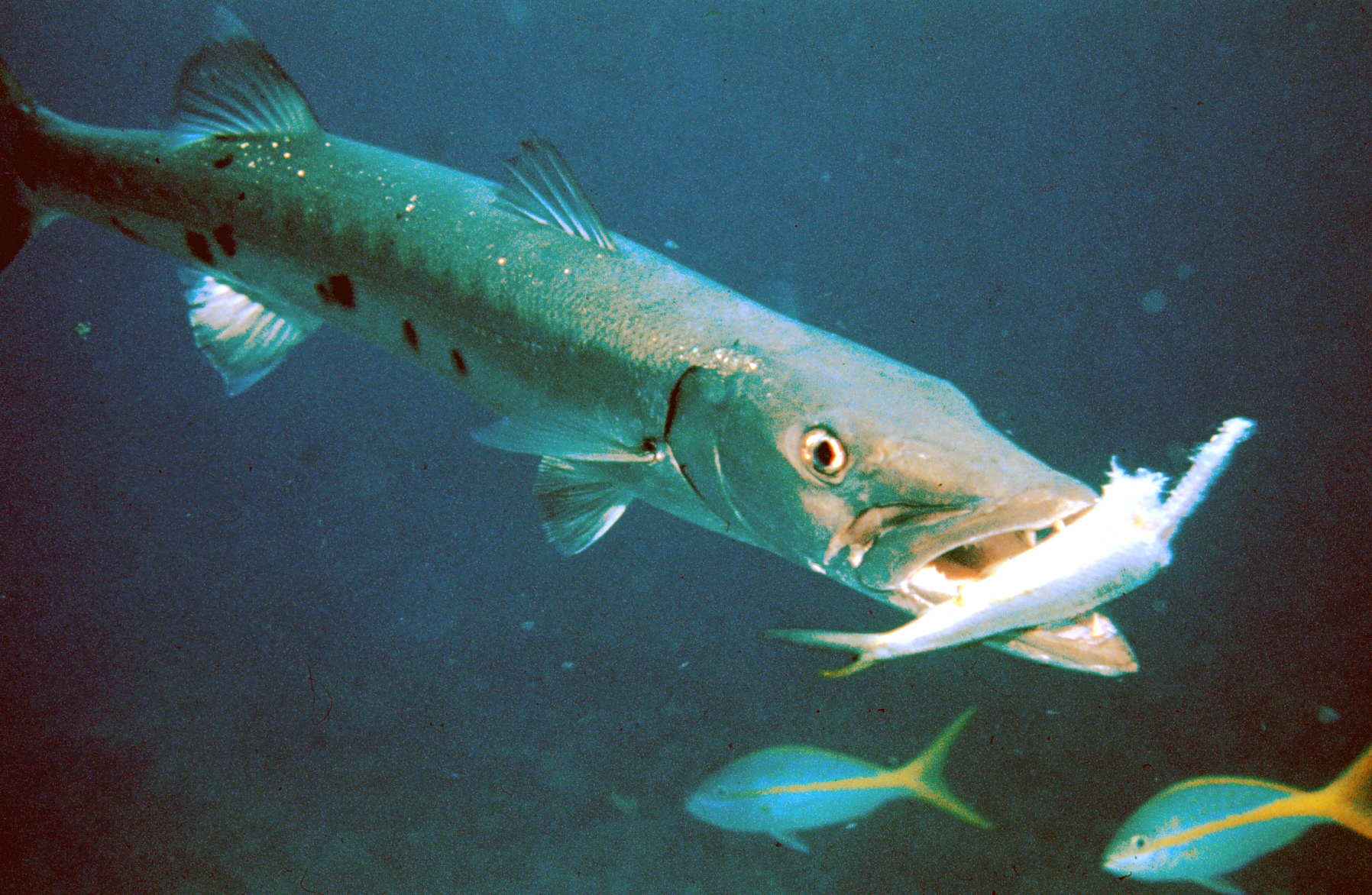
Barrakuda wielka ze zdobyczą

Po osiągnięciu dojrzałości płciowej, kiedy są już wystarczająco silne, by się obronić przed większością drapieżników, są spotykane w różnorodnych typach wód – przy wejściach do portów, na otwartym morzu, na rafach koralowych i w ich pobliżu. Zazwyczaj pływają w czystych i ciepłych wodach, chociaż sporadycznie spotyka się je też w chłodniejszych. Prowadzą dzienny tryb życia. Polują zazwyczaj samotnie, ale spotykane są też w małych zgrupowaniach. Żywią się rybami, głowonogami, a czasem krewetkami.
Biologia rozrodu pozostaje słabo poznana. Jest to gatunek jajorodny. Rodzice nie opiekują się ikrą.

## Znaczenie dla człowieka
Ryby z tego gatunku są poławiane na niewielką skalę. Ich mięso jest uważane za smaczne. W mięśniach dużych osobników gromadzi się toksyczna dla ludzi ciguatoksyna, jednak nie stwierdzono zatruć wywołanych spożyciem tych ryb złowionych w Oceanie Atlantyckim. Ze względu na możliwość zatrucia ciguatoksyną amerykańska Agencja Żywności i Leków wprowadziła w 2000 roku zakaz handlu mięsem barrakudy wielkiej.

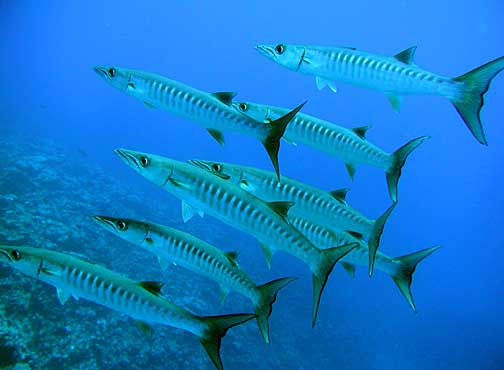
Stado młodych barrakud wielkich

Odnotowano sporadyczne ataki tych drapieżników na ludzi. Zwykle było to jedno gwałtowne uderzenie, po którym atakująca barrakuda odpływała. W większości przypadków ataki te sprowokowało zachowanie człowieka.